# 746
Het jaar 746 is het 46e jaar in de 8e eeuw volgens de christelijke jaartelling.

## Gebeurtenissen

### Byzantijnse Rijk
- Byzantijns-Arabische Oorlog: Keizer Constantijn V valt met een expeditieleger Syrië binnen en verovert Germanikeia (huidige Turkije), de stad waar zijn vader Leo III geboren is. Na de bezetting van het gebied, regelt hij de verhuizing van de christelijke bevolking naar Thracië.

### Europa
- Bloedraad van Cannstatt: Karloman, hofmeier van Austrasië, laat het grootste deel van de adel van de Alemannen vermoorden (wegens hoogverraad) tijdens een bijeenkomst in Cannstatt (een stadsdeel van het huidige Stuttgart). Hiermee komt een einde aan de onafhankelijkheid van Allemannië, Karloman lijft het hertogdom in bij het Frankische Rijk. De bestuursfuncties worden overgenomen door Frankische edelen.

### Lage landen
- Halen door Robrecht van Haspengouw geschonken aan de Abdij van Sint-Truiden.

### Azië
- Koning Khun Borom van Nan Chao (huidige Laos) overlijdt na een regeerperiode van 17 jaar. Hij wordt opgevolgd door zijn zoon Khun Lo die tijdens zijn bewind regeert over Sawa (Luang Prabang).

### Midden-Oosten
- Veel gebouwen in Gerasa (huidige Jordanië) worden vernietigd door een aardbeving.

## Geboren
- Al-Mahdi, Arabisch kalief (overleden 785)

## Overleden
- Floribertus, bisschop van Luik
- Khun Borom, koning van Nan Chao